# Pepper Keenan
Pepper J. Keenan (Oxford, 8 maggio 1967) è un cantante e chitarrista statunitense.
Ha suonato e suona tuttora nelle band Corrosion of Conformity e Down.

## Biografia
Keenan è nato nel 1967 a Oxford, Mississippi.
Nel 1990 entrò a far parte dei Corrosion Of Conformity come chitarrista; con questa formazione la band pubblicò il proprio secondo album, Blind. Dal 1992 copre anche il ruolo di cantante e frontman del gruppo, grazie a un ottimo timbro vocale, che spesso ricorda quello di James Hetfield nell'album Load. Con i Corrosion Of Conformity, Keenan ha pubblicato cinque album e un disco dal vivo, portando lo stile della band sempre più verso il southern metal e abbandonando le radici hardcore.
Keenan è anche chitarrista dei Down, gruppo nato a inizio anni Novanta come progetto parallelo di Phil Anselmo. Gli impegni con questo gruppo sono stati sporadici e hanno permesso a Keenan di proseguire la carriera con i Corrosion Of Conformity. La band ha pubblicato due album, nel 1995 e nel 2002 ed è attualmente in tour in Europa.
La voce di Keenan compare anche nel brano Tuesday's Gone, cover dei Lynyrd Skynyrd pubblicata dai Metallica sull'album Garage Inc. Pepper canta alcuni versi e compare anche in altri brani registrati durante quella session, disponibili però solamente come bootleg. Keenan è amico di lunga data di James Hetfield, grazie anche al tour che le due band fecero assieme nel 1996; questa amicizia ha portato anche all'audizione di Keenan come bassista per i Metallica, dopo l'abbandono di Jason Newsted nel 2001, che può essere vista nel documentario del 2004 Metallica: Some Kind of Monster.
Nel 2005, l'uragano Katrina ha devastato la città di New Orleans e di conseguenza anche l'abitazione di Pepper Keenan e il bar di sua proprietà, il Le Bon Temps Roulé. Keenan ha fatto in tempo a fuggire dalla città assieme a decine di migliaia di persone poco prima del disastro: la sua abitazione si trovava a due soli isolati dal Mississippi, nell'area della città chiamata Carrollton. Mentre la tempesta si avvicinava, il chitarrista è riuscito a raggiungere la propria casa, a raccogliere qualche vestito, il premio Grammy vinto nel 1997 grazie al brano Drowning in a Daydream (pubblicato su Wiseblood) e una vecchia chitarra dobro della National. Durante i terribili giorni che seguirono l'uragano, il bar di Keenan ha subito il saccheggio dei disperati rimasti in città, ma è rimasto in piedi, così come la sua abitazione. Al momento, entrambi gli edifici sono ancora privi di corrente elettrica e fognature e Keenan vive con la famiglia a Lake Charles, Louisiana.

## Discografia

### Con i Corrosion of Conformity
- 1991 – Blind
- 1994 – Deliverance
- 1996 – Wiseblood
- 2000 – America's Volume Dealer
- 2001 – Live Volume
- 2005 – In the Arms of God

### Con i Down
- 1995 – NOLA
- 2002 – Down II: A Bustle in Your Hedgerow
- 2007 – Down III: Over the Under
- 2010 – Diary of a Mad Band
- 2012 – Down IV - Part I: The Purple EP
- 2014 – Down IV - Part II

### Apparizioni e collaborazioni
- 1992 – Brother - Cry of Love (chitarra)
- 1994 – AA.VV. - Nativity in Black: A Tribute to Black Sabbath (voce e chitarra in Lord of this World)
- 1998 – Metallica - Garage Inc. (voce aggiuntiva in Tuesday's Gone)
- 2005 – Metallica - Some Kind of Monster (audizione per ruolo di bassista)